# John Joseph (biskop)
John Joseph, född den 15 november 1932 i Khushpur, Pakistan, död den 6 maj 1998, var en romersk-katolsk biskop i Faisalabad, Pakistan, under åren 1984–1998. Han är mest känd för det självmord han begick utanför en domstolslokal, som protest mot den grymma behandlingen av kristna i landet. 

## Filmatisering
På den sydasiatiska filmfestivalen i Kathmandu den 4-7 oktober 2001 visades en dokumentärfilm om John Josephs kamp för den kristna minoritetens rättigheter. Den 45 minuter långa filmen, A Sun Sets in, var producerad av Waseem Anthony och skildrade biskopens liv och hans kamp för pakistanska katoliker.